# Hampton (Geòrgia)
Hampton és una població dels Estats Units a l'estat de Geòrgia. Segons el cens del 2000 tenia 3.857 habitants.

## Demografia
Segons el cens del 2000, Hampton tenia 3.857 habitants, 1.411 habitatges, i 1.049 famílies. La densitat de població era de 347,1 habitants/km².
Dels 1.411 habitatges en un 41% hi vivien nens de menys de 18 anys, en un 55,3% hi vivien parelles casades, en un 14,7% dones solteres, i en un 25,6% no eren unitats familiars. En el 19,6% dels habitatges hi vivien persones soles el 6,9% de les quals corresponia a persones de 65 anys o més que vivien soles. El nombre mitjà de persones vivint en cada habitatge era de 2,73 i el nombre mitjà de persones que vivien en cada família era de 3,12.
Per edats la població es repartia de la següent manera: un 29,8% tenia menys de 18 anys, un 8,8% entre 18 i 24, un 35,4% entre 25 i 44, un 17% de 45 a 60 i un 8,9% 65 anys o més.
L'edat mediana era de 31 anys. Per cada 100 dones de 18 o més anys hi havia 88,7 homes.
La renda mediana per habitatge era de 46.094 $ i la renda mediana per família de 48.310 $. Els homes tenien una renda mediana de 37.750 $ mentre que les dones 25.286 $. La renda per capita de la població era de 18.924 $. Entorn del 2,1% de les famílies i el 5% de la població estaven per davall del llindar de pobresa.

## Poblacions més properes
El següent diagrama mostra les poblacions més properes.